# Borlești
Borlești est une commune roumaine du județ de Neamț, dans la région historique de Moldavie et dans la région de développement du Nord-Est.

## Géographie
La commune de Borlești est située dans le sud du județ, sur les contreforts des Carpates orientales, 23 km au sud-est de Piatra Neamț, le chef-lieu du județ.
La municipalité est composée des cinq villages suivants (population en 1992) :
- Borlești (2 892), siège de la municipalité ;
- Nechit (293) ;
- Mastacăn (1 899) ;
- Ruseni (3 415) ;
- Șovoaia (619).

## Politique
| Période                                  | Période  | Identité         | Étiquette     | Qualité |
| ---------------------------------------- | -------- | ---------------- | ------------- | ------- |
| Les données manquantes sont à compléter. |          |                  |               |         |
|                                          | 2012     | Gheorghe Olteanu | PSD           |         |
| 2012                                     | En cours | Vasile Puică     | PRM, puis PSD |         |

| Parti | Parti                                      | Sièges |
| ----- | ------------------------------------------ | ------ |
|       | Parti social-démocrate (PSD)               | 7      |
|       | Parti national libéral (PNL)               | 6      |
|       | Alliance des libéraux et démocrates (ALDE) | 2      |

## Religions
En 2002, la composition religieuse de la commune était la suivante :
- Chrétiens orthodoxes, 97,64 %.

## Démographie
En 2002, la commune compte 9 093 Roumains soit la totalité de la population. On comptait à cette date 3 284 ménages et 3 043 logements.
| 1992  | 2002  | 2007  |
| ----- | ----- | ----- |
| 9 108 | 9 093 | 9 509 |

## Économie
L'économie de la commune repose sur l'agriculture, l'exploitation des forêts et la transformation du bois.

## Communications

### Routes
Borlești est située sur la route régionale DJ156A qui joint Roznov et Moinești, dans le județ de Bacău.

## Lieux et monuments
- Nechit, monastère du XVe siècle.